# Albert Hastreiter
Albert Hastreiter (* 13. November 1878; † 20. Juni 1942) war ein deutscher Kommunalpolitiker.
Hastreiter war von 15. Dezember 1933 bis zu seinem Tod Bezirksamtmann (ab 1939 Landrat) des Landkreises Starnberg.